# Víctor Lima (cineasta)
Víctor Lima (Rio de Janeiro, 22 de outubro de 1920 - 1981) foi um diretor, roteirista e produtor brasileiro. Entre seus filmes estão Os Três Cangaceiros (1961), Os Cosmonautas (1962), 007 1/2 no Carnaval (1966) e Cuidado, Espião Brasileiro em Ação! (1966). Com 31 anos de carreira, trabalhou em 32 filmes de comédia ou pornochanchada envolvendo personalidades como Grande Otelo, Oscarito, Chacrinha, Costinha e Annik Malvil.